# Événements du 6 octobre
Les événements du 6 octobre (en catalan : Fets del sis d'octubre) se manifestèrent par une cessation générale des activités, une insurrection armée ainsi que la proclamation d'un État catalan par le gouvernement autonome de Catalogne, le 6 octobre 1934. Cette réaction s'inscrivait en réponse à l'entrée des conservateurs au sein du régime républicain espagnol. Ils s'insérèrent dans le contexte d'une grève nationale et d'une action armée, connues sous l'appellation de Révolution de 1934.
Le président catalan, Lluís Companys, proclama l'État catalan à huit heures du soir. En réponse, la loi martiale fut déclarée, et les forces militaires prirent d'assaut le Palau de la Generalitat de Catalunya (Palais de la généralité de Catalogne) ainsi que divers autres édifices. Lluís Companys se rendit le matin du sept octobre.

## Contexte

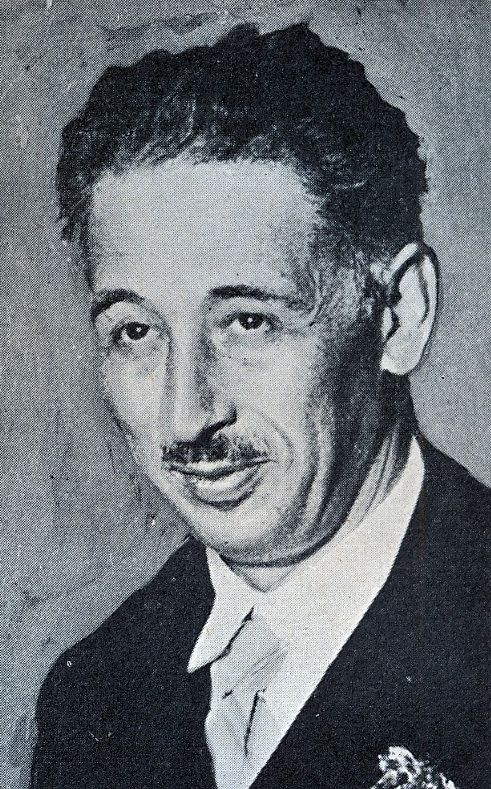
Lluis Companys

### En Espagne
Lors des élections générales de l'année 1933, les formations politiques de gauche essuyèrent de lourdes défaites, tandis que la récente Confederación Española de Derechas Autónomas (Confédération espagnole de la droite autonome, abrégée en CEDA), dirigée par José María Gil Robles, émergea comme la principale force politique avec l'obtention de 115 sièges. Toutefois, le nouveau Premier ministre, Alejandro Lerroux, forma un gouvernement excluant la CEDA, dominé par son propre parti, le Partido Republicano Radical (Parti républicain radical). Lerroux démissionna en avril 1934 et fut remplacé par Ricardo Samper. Un été marqué par des grèves et des conflits sociaux incita Gil Robles à retirer le soutien de la CEDA au gouvernement Samper, exigeant ainsi la participation de son parti au gouvernement. Le président Niceto Alcalá-Zamora, peu enclin à convoquer de nouvelles élections, chargea Lerroux de constituer un nouveau cabinet. Ce gouvernement, annoncé le 4 octobre 1934, comprenait trois membres de la CEDA. Les Républicains de gauche dénoncèrent cette inclusion comme une « trahison » de la République. En réaction, l'Unión General de Trabajadores (Union générale des travailleurs, UGT) lança un appel à la grève générale. 
La grève générale fut déclenchée le 5 octobre à travers tout le territoire espagnol, avec une prééminence manifeste dans les cités de Madrid, Séville, Cordoue et Saragosse. Des confrontations violentes furent rapportées en divers lieux, notamment à Mondragón et à Eibar, au sein du Pays Basque. À Madrid, des escarmouches éclatèrent également, mais, d'une manière générale, les insurrections projetées ne prirent point corps ou furent prestement réprimées. Les forces militaires ainsi que la Guardia Civil ne se rallièrent point aux insurgés, contrairement aux espérances de ces derniers. Hormis en Catalogne, l'unique action militaire d'envergure se déroula dans les Asturies, où, aux premières heures du 6 octobre, les militants s'emparèrent d'Avilés, de Gijón et du centre d'Oviedo, ainsi que des casernes de la Guardia Civil dans les zones minières, amorçant de ce fait la grève des mineurs asturiens de 1934 et la « Révolution d'Octobre ».

### En Catalogne
Après l'avènement de la Deuxième République espagnole en 1931, un statut d'autonomie érigea la Catalogne en région autonome. Toutefois, son adoption ne se fit qu'après deux importantes réductions, permettant ainsi à l'État espagnol de conserver la prérogative sur la fiscalité et l'éducation. En novembre 1932, des élections furent organisées pour constituer un nouveau parlement catalan. Ces élections furent remportées par l'Esquerra Republicana de Catalunya (Gauche républicaine de Catalogne ; ERC), et Francesc Macià en devint le président. 
La désignation d'Adolf Hitler au poste de chancelier de l'Allemagne en janvier 1933 suscita en Catalogne la formation de l'Alianza Obrera (Alliance des Travailleurs), une organisation antifasciste dont les ambitions incluaient notamment la préparation d'une insurrection visant à instaurer une république fédérale espagnole. À la suite du décès de Francesc Macià survenu à Noël, Lluís Companys fut élu président de la Catalogne le 1er janvier 1934, une semaine après cette perte. L'ERC, le parti républicain de Catalogne, remporta les élections catalanes de 1934, se distinguant ainsi de la tendance générale en Espagne, marquée par un virage vers la droite. L'adoption du Statut d'autonomie de la Catalogne se trouva alors compromise par l'ascension du CEDA aux élections de 1933 et son entrée dans le gouvernement le 4 octobre 1934. 

## 6 octobre

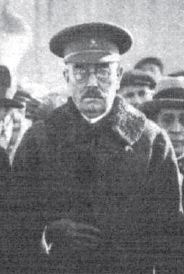
Domènec Batet

La grève générale en Catalogne fut orchestrée par l'Alianza Obrera, en collaboration avec les Escamots (escouades), un auxiliaire paramilitaire de l'Esquerra Republicana de Catalunya (ERC). Le ministre catalan de la Sécurité, Josep Dencàs, était supposé disposer théoriquement de 70 000 Escamots armés ; cependant, ceux-ci se révélèrent inadéquatement préparés aux combats. Le président, Lluís Companys, aurait tenu des pourparlers avec l'ancien Premier ministre espagnol Manuel Azaña, qui s'était rendu à Barcelone, en vue de déclarer la déposition du gouvernement et de constituer un gouvernement provisoire d'une république fédérale espagnole à Barcelone. En réalité, Azaña rencontra le comité catalan de son parti, Izquierda Republicana (Gauche Républicaine), et il fut décidé de s'opposer à une telle initiative. Par la suite, il quitta son hôtel et se réfugia chez un ami. Companys sollicita par téléphone Domènec Batet, le commandant militaire de Barcelone, afin de lui demander de mettre ses troupes au service de la nouvelle république. Batet, cependant, refusa de s'engager. 

À la huitième heure de l'après-midi, Companys fit son apparition sur un balcon du Palau de la Generalitat, édifice abritant le gouvernement. Il y proclama la fondation de « l'État catalan au sein de la République fédérale espagnole ». Il déclara à l'assemblée que « les monarchistes et les fascistes » avaient « perpétré une agression contre le gouvernement » et poursuivit en ces termes :
En cette heure solennelle, au nom du peuple et du Parlement, le gouvernement que je préside assume toutes les facultés du pouvoir en Catalogne, proclame l'État catalan de la République fédérale espagnole et, en établissant et en renforçant les relations avec les dirigeants de la protestation générale contre le fascisme, les invite à établir en Catalogne le gouvernement provisoire de la République, qui trouvera dans notre peuple catalan l'élan de fraternité le plus généreux dans le désir commun d'ériger une république fédérale libérale et magnifique.

Une heure s'étant écoulée, le général Batet proclame l'état de siège. Il entreprend alors l'assaut des quartiers généraux des syndicats et des milices, qui capitulent promptement l'un après l'autre. Ensuite, il emploie l'artillerie légère pour bombarder la mairie et la Generalitat. Les hostilités se prolongent jusqu'à six heures du matin, moment où Companys se résout à la reddition. 

## Conséquences
Companys et son gouvernement furent appréhendés. Il en advint de même pour Manuel Azaña, bien que ce dernier n'eût point pris part aux événements ; il fut relâché en décembre. Le statut d'autonomie fut suspendu sine die le 14 décembre, et tous les pouvoirs dévolus à Barcelone furent rapatriés à Madrid. En juin 1935, Companys fut condamné à trente années d'incarcération. À la suite des élections générales espagnoles de 1936, le nouveau gouvernement de Manuel Azaña décréta la libération de Companys et de son cabinet ministériel.